# مجموعه بناهای نوار ساحلی بابلسر
مجموعه بناهای نوار ساحلی بابلسر مربوط به دوره پهلوی است و در بابلسر، خیابان پاسداران واقع شده و این اثر در تاریخ ۷ مهر ۱۳۸۱ با شمارهٔ ثبت ۶۵۲۷ به‌عنوان یکی از آثار ملی ایران به ثبت رسیده‌است.